# Українська мова на Пряшівщині
Українська мова на Пряшівщині — літературна українська мова, яку почали використовувати у Північно-східній Словаччині з 30-х р.р. XX ст., а особливо активно з 1951 р. (року запровадження літературної української мови до шкільництва та ЗМІ), а також розмовні діалекти лемківського говору південно-західного наріччя української мови, які використовуються українцями Пряшівщини в щоденному спілкуванні.

## Історія
Див. також Українці в Словаччині

### XIX століття
Початок національного відродження населення Пряшівщини припадає на роки діяльності «будителя» О. Духновича, який, серед іншого, заснував «Литературное заведеніе Пряшевскоє», «Общество св. Івана Христителя» тощо. Політичний діяч з Пряшівщини А. Добрянський, який був членом Головної Руської Ради у Львові, розробив проект утворення окремого Руського краю в Австрії.
На Пряшівщині від XIX ст., окрім русько-українського національного відродження, відбувалася також поступова словакізація місцевого населення. Цьому сприяла, окрім іншого, введена під урядовим тиском латинська абетка, замість кирилиці, у «руських» виданнях, що полегшувало русько-українському населенню користування словацькими книжками та пресою — центр національного життя поступово з Пряшева перенісся до Ужгорода.
Наприкінці XIX ст. на Пряшівщині була поширена русофільська ідеологія, мовою, близькою до російської («язичієм») писали письменники і поети А. Кралицький, О. Павлович, Ю. Ставровський-Попрадов, користувалися педагоги І. Поливка, А. Ріпай та ін.
У 1915 р. Пряшівська єпархія ввела латинську абетку, засновану на угорській мові, до церковних книг.

### Перша пол. XXст.
Під час розвалу Австро-Угорщини частина русько-українського населення Пряшівщини висловлювалася за входження до складу української держави.
З ініціативи священика О. Невицького у листопаді 1918 р. у Старій Любовні було скликано віче, що утворило Руську Народну Раду, яка висловилася за приєднання Пряшівщини до України.
Інші пряшівські діячі під проводом А. Бескида утворили «Карпаторусскій Народный Совѣтъ» у Кошицях, на якому було схвалено приєднання Закарпаття, Пряшівщини, Північно-західної Лемківщини (зараз у Польщі) та Північного Марамороша до Чехо-Словаччини (таке ж рішення у кінцевому підсумку ухвалила і Центральна Руська Народна Рада 5 травня 1919 р. в Ужгороді, у її складі були представники і Пряшівщини).
У Чехо-Словаччині, в складі Словаччини, як і в Закарпатті, існувало три культурні напрямки: проукраїнський (на відміну від Закарпаття він був найслабшим), проросійський та місцевий — карпато-руський. Український культурний напрямок підтримувався у 1922—1927 рр. єпископом Д. Нярадієм. «Просвіта», заснована в Пряшеві у 1930 р., не змогла поширити своєї діяльності на села Пряшівщини. Діячами українського напрямку були І. Невицька, М. Мацієвич, отець Д. Зубрицький, о. Е. Бігарій, о. І. Дюлай та ін. Україномовними письменниками були Д. Зубрицький (псевд. Торисин, 1895 — 1949), Ф. Лазорик († 1969), поет Зореслав (о. Севастіян Сабол) та прозаїк І. Невицька.
У цей час українською мовою виходила нечисленна преса, зокрема газета «Слово народа» (1931—1932 рр.).

### Після 1939 року
Словацький уряд проводив відверту політику словакізації (у 1940 р. було припинено вихід україномовної газети), діяльність на Пряшівщині вихідців із Закарпаття не дозволялася. На політику словакізації частина населення відповідала симпатіями до СРСР і підтримкою партизанському рухові у час Другої світової війни.
Після вступу радянських військ на Пряшівщині 1 березня 1945 р. була утворена «Українська Народна Рада Пряшівщини» («УНРП», русофільська організація, не зважаючи на її назву), яка діяла як координаційний представницький орган пряшівських українців до 1951 р. «УНРП» була ліквідована на вимогу словацької влади 1952 р.
Саме у 50-х рр. мову населення Пряшівщини вперше офіційно було визначено прикметником «українська».
Пряшівські керівники піднімали питання приєднання Пряшівщини до Закарпатської України, отже до СРСР — радянська влада не підтримала це бажання, не бажаючи ускладнень з центральним чехо-словацьким урядом та словацьким керівництвом. Тоді «УНРП» стала домагатися автономії для українського населення Пряшівщини в рамках Чехо-Словаччини: вимогу територіальної автономії було відкинуто, але «УНРП» була визнана речником національного життя українського населення Словаччини. Вона визначила перших представників до тимчасового парламенту в Празі та до Словацької Народної Ради (по п'ять до кожного).
Поряд з комуністичною партією Словаччини на Пряшівщині діяла українсько-руська секція Словацької Демократичної Партії. До 1948 р. президія «УНРП» і парламентське представництво українців складалися з комуністів (І. Рогаль-Ільків, П. Капішовський, П. Бабей, та ін.) та некомуністів (В. Караман, П. й І. Жидовські, І. Пєщак, Д. Ройкович, І. Бобак й ін.).
У 1951 р. до місцевих шкіл та у ЗМІ було директивно введено українську літературну мову замість існуючої російської чи місцевого «язичія». Цей захід загалом не був популярний серед населення — українізація освіти не була як слід підготовлена, місцева інтелігенція, вихована в російському дусі, не була ані свідомою, ані досить ознайомленою з літературною українською мовою та взагалі з загальноукраїнською культурою. Вже на початку 60-х рр. XX ст. українізацію стали згортати: спочатку в школах на словацьку мову перевели негуманітарні предмети, потім поступово почали переводити всю шкільну освіту на словацьку мову.
У 1951 — 1968 рр. на Пряшівщині існувала проукраїнська «Культурна Спілка Українських Трудящих» («КСУТ»). З 1990 р. українців у Словаччині представляє Союз русинів-українців Чехо-Словаччини та після проголошення незалежності Словаччини — «Союз русинів-українців Словаччини». Також існує малочисельна та маловпливова політично-громадська організація русинів-українців «Піддуклянська демократична громада».
Не-український напрямок представляє організація «Русинська оброда» («Русинське відродження»). Ця організація дотримується думки, що русини є «четвертим східнослов'янським народом», не спорідненим з українцями.
На сьогодні існує секція українських письменників при Словацькому союзі письменників.

## Культура

### Наука
Одним з центрів вивчення регіональної проблематики Пряшівщини був «Музей української культури» (заснований 1960 р. у Красному Броді й перенесений 1964 р. до Свидника), музей видавав науковий збірник (до 1971 — 5 випусків).
У 50-ті — 60-ті рр. XX ст. було записано й видано збірки фольклорного матеріалу Пряшівщини, чим було збережено цінний витвір духової культури українців на території схрещення різних впливів: словацьких, польських та угорських. Найважливішими збірниками є «З уст народу» (1955 р.), «Українські народні пісні Пряшівського краю» (т. І, 1958 р., т. II, 1963 р.), «Українські народні казки Східної Словаччини» (І — III, 1965 р., 1966 р., 1969 р.), «З глибини віків. Антологія усної народної творчості українців Східної Словаччини» (1967 р.).
Народну мову та звичаї русько-українського населення Пряшівщини досліджували численні фольклористи й у XIX — на початку: наприклад львів'янин Володимир Гнатюк (1871—1926 рр.) видав декілька праць, як-ось «Етнографічних матеріалів з Угорської Русі», «Пісенні новотвори в українсько-руській народній словесності», «Русини Пряшівської єпархії і їх говори», «Словаки чи русини?».

### Музей
Перший український музей на Пряшівщині було засновано 1954 р. у Межилабірцях, звідки його було переведено у Пряшів. У 1958 р., після декількох реорганізацій, йому було надано приміщення колишнього монастиря у Красному Броді. Саме в Красному Броді почалась успішна діяльність музею, яка пожвавилась з приходом на посаду директора молодого випускника братиславської музейної школи Івана Чабиняка (пізніше репресованого). Під його керівництвом було зібрано сотні експонатів матеріальної та духовної культури, опрацьовано сценарій та лібрето постійної експозиції. Виданням збірника «З українського фольклору Східної Словаччини» розпочато багату видавничу діяльність. У 1964 р. Музей української культури було перенесено з Красного Броду у Свидник. Музей став важливою науковою установою зі штабом кваліфікованих працівників, сучасною експозицією, багатими фондами, бібліотекою, численними тематичними виставками тощо. У 1965 р. тут розпочато видання «Наукового збірника Музею української культури». Було видано 17 томів у 21 книзі — це майже 10 тисяч друкованих сторінок.
На сторінках цього видання переважають праці з етнографії (М. Гвізд, І. Красовський, П. Маркович, Я. Олейник, Я. Подолак, М. Сополига, Н. Шуркала та інші), фольклористики (Й. Вархол, Н. Вархол, М. Гиряк, К. Горалек, В. Гошовський, О. Зілинський, Ю. Костюк, М. Мушинка, І. Ребушапка, Ф. Тихий, І. Чижмар), мистецтвознавства (С. Гапак, В. Грешлик, В. Лаката, П. Стефанівський) тощо. Окремими книжками Музей видав «Дерев'яні церкви східного обряду на Пряшівщині» І. Пушкаря — Б. Ковачовічової (1971 р.), «Писанки» П. Марковича (1972 р.), «Матеріали до історії мови південнокарпатських українців» І. Панькевича (1970 р.), «Славеноруську граматику» А. Коцака (1990 р.), «Музичні інструменти» І. Чижмара (1972 р.), «Дерев'яну архітектуру українців Східної Словаччини» М. Сополиги (1973 р.) та ряд каталогів до тематичних виставок. Було видано три грамплатівки з народними піснями та кілька поштових листівок з зображеннями народних костюмів та експонатів музею. У 1991 р. було відкрито сучасну експозицію музею на площі 1700 м²., яка складається з чотирьох частин: історичної, етнографічної, іконописної та експозиції тематичних виставок. У фондах музею завізовано 60 тисяч експонатів, з яких майже 20 тисяч належать до народної культури. Бібліотека музею нараховує понад 40 тисяч книжок. Складовою частиною музею української культури є експозиція народної архітектури просто неба на площі 10 гектарів, в якій розташовано 35 (із 50 запланованих) об'єктів.

### Театр
Єдиний український театр на Пряшівщині наприкінці 1980-х рр. було перетворено на русинський заклад. З репертуару театру було усунуто всі п'єси літературною українською мовою.
Більшість акторів театру є випускниками Київського театрального інституту (тепер — Національного університету театру, кіно і телебачення).

### Дослідження культури
У 1960 р. при філософському факультеті Пряшівського університету ім. Шафарика було засновано Кабінет народної словесности, згодом перетворений у Дослідний кабінет україністики, а потім Науково-дослідний відділ кафедри україністики. З самого початку і до 1971 р. в ньому працювали двоє фольклористів — Михайло Гиряк та Микола Мушинка. Вони спрямували увагу на збирання й дослідження головним чином словесного фольклору і опублікували ряд наукових праць з цієї галузі. Довгі роки Науково-дослідним відділом завідувала літературознавець Олена Рудловчак, яка зробила чималий внесок і в дослідження історії фольклору та етнографії на Закарпатті.
Свидницький Музей української культури та Пряшівський Науково-дослідний відділ кафедри україністики є найбільшими установами з дослідження народної культури русинів-українців Пряшівщини. У 1991 р. ці дві установи разом із Союзом русинів-українців Чехо-Словаччини організували велику міжнародну конференцію, присвячену 120-річчю від дня народження В. Гнатюка.

### Інші українські організації у Словаччині
Найбільш чисельною та представницькою організацією закордонних українців в Словаччині є «Союз русинів-українців Словаччини» (СРУСР)]. Членська база СРУСР нині становить близько 4 тисяч осіб. Голова СРУСР — Петро Сокол, адреса:
Ústredná rada ZRUSR

Požiarnická 17

08108 Prešov Slovakia

Серед інших українських організацій є:
- Союз скаутів «Пласт» українсько-русиньскої молоді у Словаччині [Архівовано 22 травня 2011 у Wayback Machine.]. Голова Крайової Пластової старшини — Левко Довгович.
- Український народний аматорський хор «Карпати» [Архівовано 22 травня 2011 у Wayback Machine.]. Художній керівник — Левко Довгович.
- Координаційний комітет реоптантів у Словацькій Республіці. Голова — Марія Долінська, адреса: ul. Švábska 56, 08005 Prešov 5, Slovakia
- Словацько-українське товариство, голова Михал Черни, адреса: Dobžinského 16 81105 Bratislava, Slovakia
- Український музично-драматичний ансамбль ім. Т. Г. Шевченка. Художній керівник Василь Грицак., адреса: Dobžinského 16 81105 Bratislava, Slovakia

### Засоби масової інформації
Див. також: Українське радіомовлення в Словаччині
СРУСР та Спілка українських письменників Словаччини мають свої періодичні видання, які видаються українською мовою:
- Газета «Нове життя» (виходить з 1951 року), орган Союзу русинів-українців СР (СРУСР). Головний редактор — Мирослав Ілюк.
- Літературно-мистецький та публіцистичний журнал «Дукля» (видається з 1953 року), орган Спілки українських письменників Словаччини. Головний редактор — письменник Іван Яцканин.
- Дитячий журнал «Веселка» (виходить з 1951 року). Головний редактор — Іван Яцканин.

### Освіта
- Дитячі садки

1. м. Гуменне, при початковій школі, вул. Лесна 909/28, директор Рудольф Дем'ян 1 клас, 13 дітей.
2. с. Руска Поруба, 107, директор Олена Андрейцо 1 клас, 5 дітей.
3. с. Чабіни, 131, директор Любов Гайдошова 1 клас, 15 дітей.
4. с. Габура, 50, при початкові школі, директор Дана Мурдзікова 1 клас, 21 дитина.
5. с. Красний Брод, 75, директор Емілія Ряба 1 клас, 15 дітей.
6. м. Медзілаборце, вул. Духновича 480/29, директор Дана Германова 2 класи, 36 дітей;
7. м. Медзілаборце, вул. Свободи 675/23, директор Ольга Капральова 3 класи, 59 дітей.
8. с. Вирава, 84, при початковій школі, директор Наташа Нергешова 1 клас, 14 дітей.
9. м. Пряшів, вул. Сладковичова, 3, директор Анна Жиграйова 1 клас, 25 дітей.
10. с. Ярабіна, 212, директор Анна Суковата 1 клас, 21 дітей.
11. с. Удол, 55, при початковій школі, директор Марія Томечек 1 клас, 12 дітей.

- Початкові школи

1. с. Хмельова, 136, директор Анна Дзубакова 6 класів, 56 дітей.
2. м. Гуменне, інтернатна з дитячим садочком, директор Рудольф Дем'ян 9 класів, 100 учнів.
3. с. Руска Поруба, 8, директор Штефан Андрейцо 3 класи, 33 учні.
4. с. Габура, 49, з дитячим садочком, директор Дана Мурдзікова 5 класів, 30 учнів.
5. с. Вирава, 84, з дитячим садочком, директор Жанета Ріттерова 2 класи, 13 учнів.
6. м. Пряшів, з'єднана школа (початкова школа та гімназія ім. Т. Г. Шевченка), вул. Сладковичова, 4, директор Юрай Мулічак 9 класів, 140 учнів.
7. с. Ярабіна, 258, з дитячим садочком, директор Йозеф Ковалчик 3 класи, 38 учнів.
8. с. Удол, 55, з дитячим садочком, директор Марія Томечек 1 клас, 16 учнів.

- Середні школи

1. м. Пряшів, з'єднана школа (гімназія ім. Т. Г. Шевченка з початковою школою), вул. Сладковичова, 4, директор Юрай Мулічак 5 класів, 133 учні.

- Вищі навчальні заклади

1. Пряшівський університет (заснований 1 січня 1997 р., раніше — Православна богословська академія (1950), Греко-католицька богословська академія (1880). Інститут русистики, україністики і славістики Філософського факультету, Пряшів, вул. 17 Новембра, науково-педагогічний директор Любіца Баботова, завідувач кафедрою україністики Марія Чіжмарова. Станом на 30.08.2008 р. 23 студенти навчаються за фахом переклад, славістика, 32 студенти навчаються за фахом академічна педагогіка.
2. Університет Матея Бела в Банській Бистриці (заснований 1 липня 1992 р. шляхом злиття двох філій Братиславського технічного університету та Братиславського університету Коменського), факультет гуманітарних наук, кафедра слов'янських мов, декан Володимир Варінський. Станом на 30.08.2008 4 студенти навчаються за фахом переклад.